# Josef Polig
Josef Polig, född den 9 november 1968 i Sterzing, Italien, är en italiensk utförsåkare.
Han tog OS-guld i herrarnas kombination i samband med de olympiska utförstävlingarna 1992 i Albertville.